# Чмелик Степан
Степан Чмелик (хорв. Stefan Čmelik; * 1872, Сремська Митровиця, Австро-Угорщина, (тепер Сербія) — † 1949, Загреб, Хорватія) — австро-угорський та український військовий діяч, командир 4-ї Золочівської бригади УГА.

## Життєпис

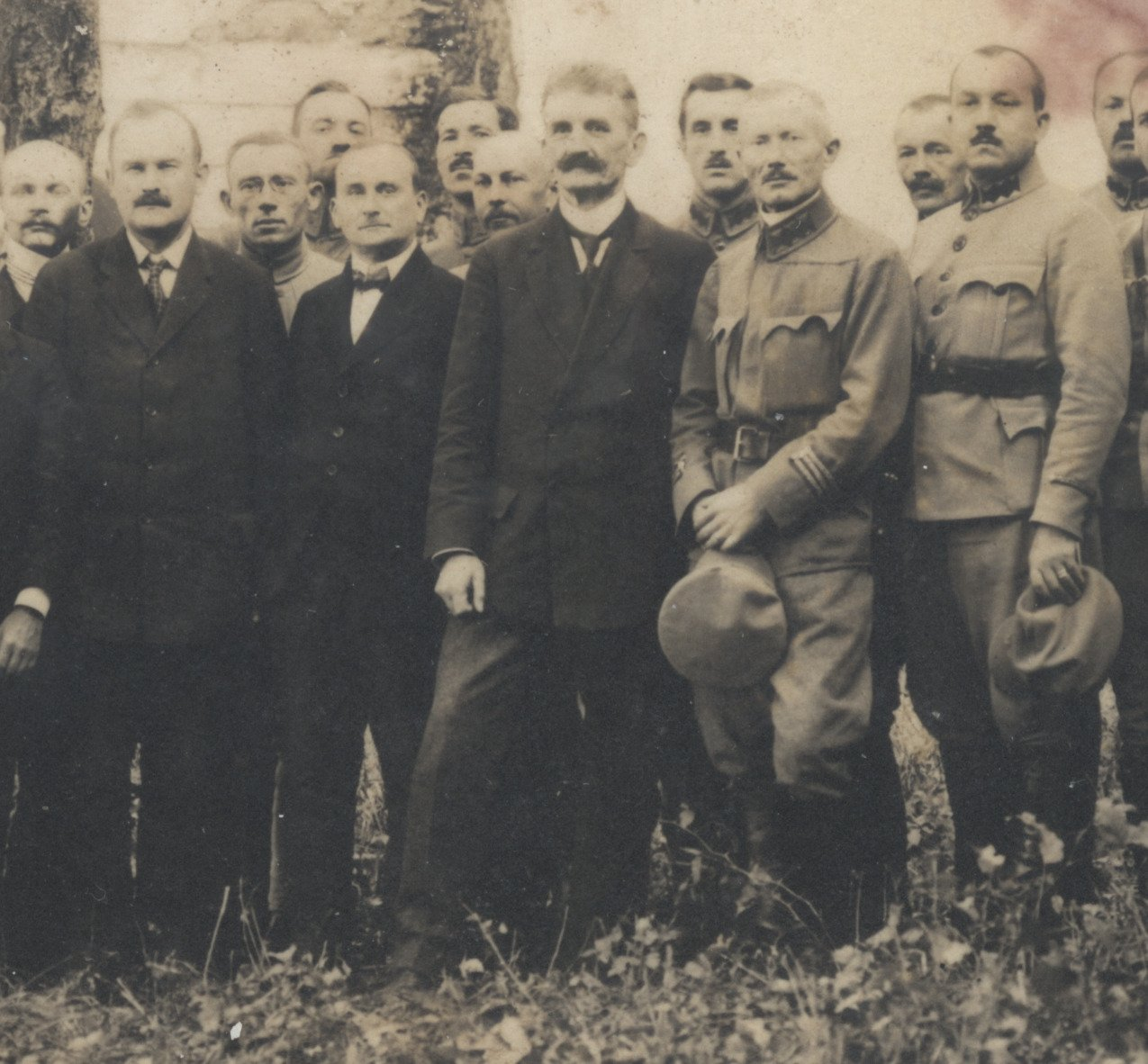
У першому ряді зліва направо: Сидір Голубович, Степан Витвицький, Євген Петрушевич, Стефан Чмелик, Ярослав Селезінка

Народився 1872 року в місті Сремська Митровиця (нині у складі автономного краю Воєводина в Сербії). За національністю хорват.
У австрійській армії мав ранг підполковника, служив у 24-му піхотному полку.
Службу в УГА розпочав 13 лютого 1919. У травні 1919 призначений командиром 4-ї Золочівської бригади. Проявив сумлінність та патріотизм на цьому посту, заохочував стрільців воювати проти ворога : 
| Стрільці і старшини! Я прибув до вас в найкритичнішій хвилі нашого положення, щоб довідатися від вас по щирості, чи думаєте кинути кріс та йти домів, чи хочете до останньої хвилі оброняти кожну пядь нашої землі і видержати сильні в вірі у будуче нашої нації. Пам'ятайте, стрільці, що сьогодня тільки ця армія перемагає, що є карна та має сильні нерви і сильну волю і віру в будуче. Тому в кого зброя в руках, щоб її не випустив і спокійно видердав до кінця.[2] |
Після Чортківської офензиви отримав ранг полковника. У другій половині 1919 служив у канцелярії диктатора ЗУНР Євгена Петрушевича.
16 листопада 1919 виїхав до Відня. Згодом поселився у Югославії, займався фермерством, написав кілька книжок на сільськогосподарську тематику.
Помер 1949 року в Загребі.